# داستان بی‌پایان (فیلم ۲۰۱۲)
«داستان بی‌پایان» (انگلیسی: Never Ending Story (film)) یک فیلم است که در سال ۲۰۱۲ منتشر شد. از بازیگران آن می‌توان به اوم ته وونگ و جونگ ریو وون اشاره کرد.